# Le Bousquet-d'Orb
Le Bousquet-d'Orb este o comună în departamentul Hérault din sudul Franței. În 2009 avea o populație de 1.601 de locuitori.

## Evoluția populației
| An        | 1975  | 1982  | 1990  | 1999  | 2006  | 2009  |
| --------- | ----- | ----- | ----- | ----- | ----- | ----- |
| Populație | 1.944 | 1.816 | 1.702 | 1.483 | 1.571 | 1.601 |